# Oost-Turkestan
Oost-Turkestan (Oeigoers: شەرقىي تۈركىستان Chinees:  东突厥斯坦) ook wel Chinees-Turkestan of Oeigoeristan is een gebied met een omstreden status in de regio Xinjiang. De hoofdstad is Ürümqi. Aan het einde van de Chinese Burgeroorlog in 1949 was Xinjiang verdeeld tussen de Kuomintang-strijdkrachten en secessionisten van de Eerste Oost-Turkestaanse Republiek. Het communistische leiderschap overtuigde beide regeringen om zich over te geven en de regering van de Volksrepubliek China te accepteren, en onderhandelde over de oprichting van provinciale overheden in Yining (Ghulja) en Dihua.
Op 1 oktober 1955 wees de leider van de Volksrepubliek China, Mao Zedong, Xinjiang aan als een "Oeigoerse Autonome Regio", en creëerde daarmee een Oeigoerse identiteit in de hele regio, die de traditioneel lokale en op oases gebaseerde identiteiten moest vervangen. Hoewel de Sovjet-Unie aanvankelijk de publicaties van haar eerdere Oeigoerse studieprogramma's stopzette, heeft ze na de Sino-Sovjet-splitsing in de jaren zestig haar Oeigoerse studieprogramma nieuw leven ingeblazen als onderdeel van een "ideologische oorlog" tegen China.
Oost-Turkestan was een van de oprichters van de UNPO in 1991.

## Etymologie
Het is het oostelijke deel van Turkestan, dat na de invasie van de nomadische Turkse krijgers uit het noorden en noordoosten van dit gebied (onder andere van het huidige Mongolië) in deze regio deze naam heeft gekregen. Turkestan is gelegen in het centrale deel van Centraal-Azië. De geografische reikwijdte van het concept "Oost-Turkestan" is altijd verschillend geweest op verschillende tijdstippen en in verschillende documenten; volgens sommige bronnen bestrijkt de regio van het Tarimbassin - dat wil zeggen de zuidelijke en westelijke delen van de autonome regio Xinjiang vandaag - maar ook heel Xinjiang volgens sommige bronnen.
Het achtervoegsel -istan betekent in het Perzisch "land van", Turkestan betekent dan ook "land van de Turken". Turkestan werd in het Nederlands soms ook als Toerkestan gespeld.

## Geschiedenis
Vanaf de 20e eeuw hebben Oeigoerse separatisten en aanhangers de benaming Oost-Turkestan voor heel Xinjiang gebruikt, of voor een onafhankelijke staat in de autonome regio Oeigoers Xinjiang. Ze verwierpen de naam Xinjiang, wat 'nieuwe grens' betekent in de naam van China, en vanwege het Chinese perspectief waarin de naam wordt weerspiegeld, geven ze er de voorkeur aan dat Oost-Turkestan de verbinding met andere Turkse groepen benadrukt. Maar zelfs in nationalistische geschriften behield Oost-Turkestan zijn oudere en smallere geografische betekenis. In China heeft de term een negatieve connotatie vanwege zijn vermeende oorsprong in het Europese kolonialisme en het huidige gebruik ervan door militante groepen. De Chinese regering is tegen actief gebruik. Oost-Turkestan is een van de oprichtende leden van de Unrepresented Nations and Peoples Organization, die in 1991 werd opgericht.

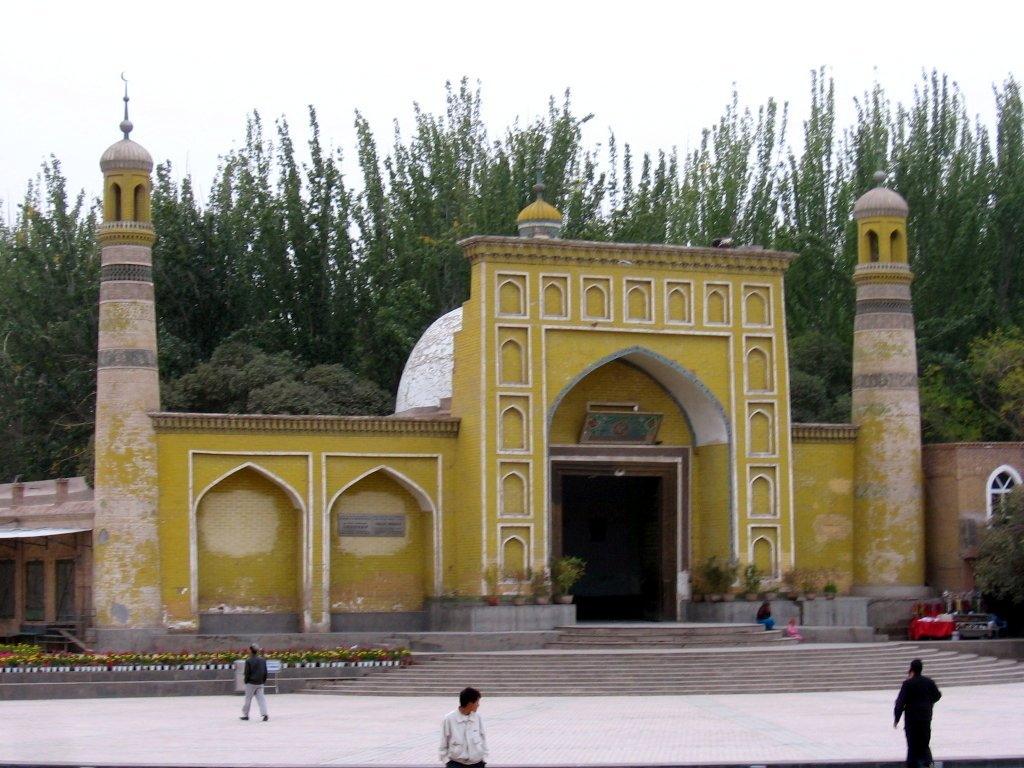
Oeigoerse moskee in Kashgar

## Geografie
Oost-Turkestan heeft een oppervlakte van 1,82 miljoen vierkante kilometer, tweemaal zo groot als de Republiek Turkije en vier keer zo groot als de Amerikaanse staat Californië. Meer dan 43 procent van dit gebied bestaat uit woestijnen en nog eens 40 procent uit bergketens.
Oost-Turkestan ligt buiten de logische grens van China, de Chinese Muur. Historisch en cultureel gezien maakt Oost-Turkestan deel uit van Centraal-Azië, niet van China. Veel mensen in Oost-Turkestan zijn niet Chinees; het zijn Turken uit Centraal-Azië.
Dit enorme land wordt voornamelijk gekenmerkt door twee bekkens die worden begrensd door drie bergketens. De twee bekkens zijn het Tarimbekken in het zuiden, van 530.000 vierkante kilometer, en het Junggarbekken in het noorden, dat een oppervlakte van 304.200 vierkante kilometer beslaat. Het Tarim-bekken bevat een van de grootste woestijnen ter wereld: de Taklamakan woestijn. Het Junggar-bekken bevat de Gurbantünggüt-woestijn.

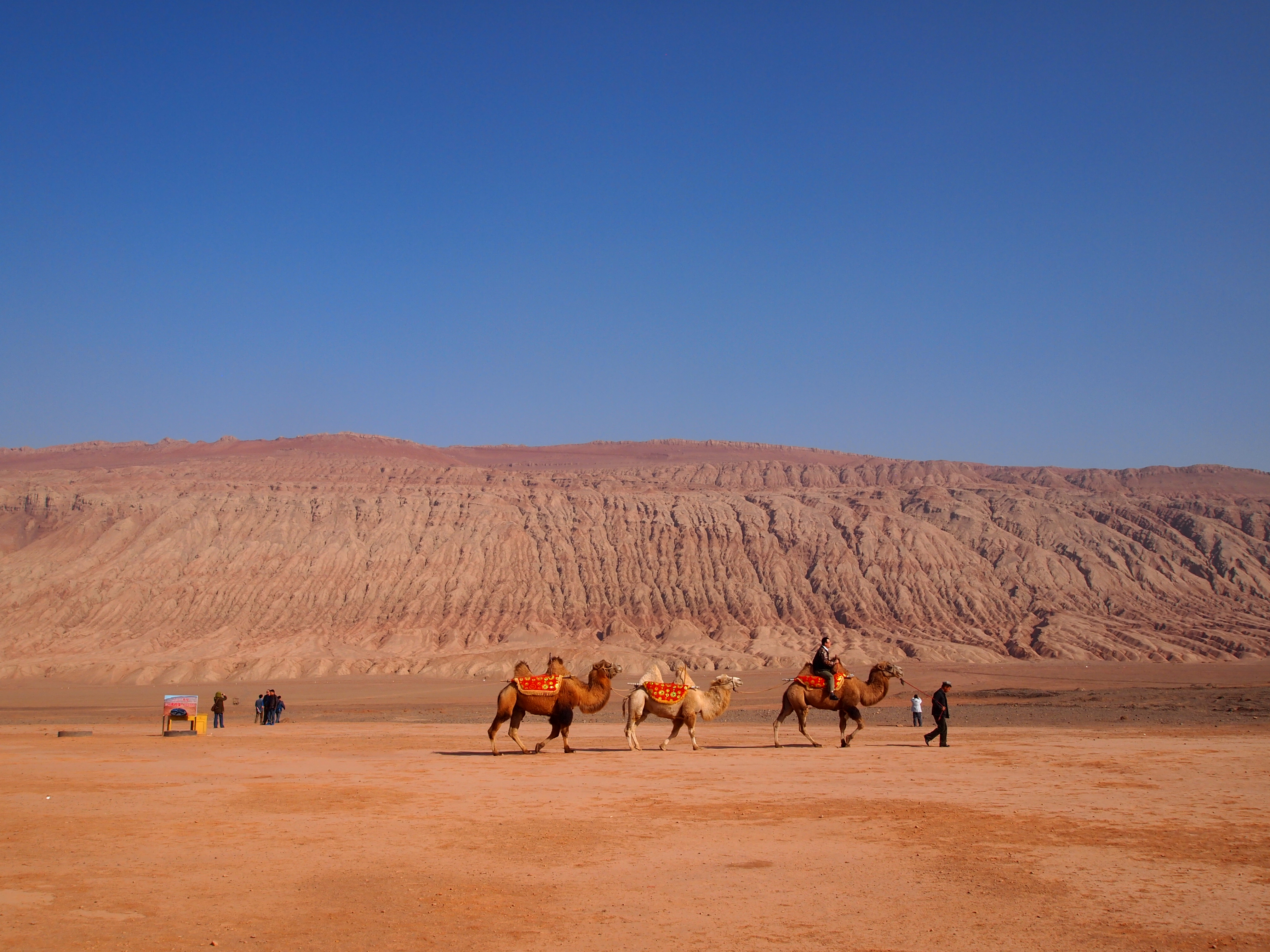
De "Vlammende Bergen" in Tiensjan

He Tiensjan-gebergte (Chinees: "hemelse berg"), of Tengritagh, doorkruist het centrale deel van Oost-Turkestan en verdeelt het land in het zuiden en noorden. Het Tiensjan-gebergte is een werelderfgoed. Het loopt uit tot het westelijke deel in Kazachstan, Oezbekistan en Kirgizië. Binnen Oost-Turkestan is het Tengritagh-gebergte 1.700 kilometer lang en 250-300 kilometer breed. Het Altaj-gebergte in het noorden vormt de grens van Oost-Turkistan met Mongolië, Rusland en Kazachstan. Het gedeelte binnen Oost-Turkestan is 400 kilometer lang. De Kunlun in het zuiden vormt de grens tussen Oost-Turkestan en Tibet.
De belangrijkste rivieren zijn de Tarim (2.137 km lang), die bijna de hele lengte van het zuidelijke deel van Oost-Turkestan doorkruist en de woestijn in stroomt; de Ili die westwaarts naar Kazachstan stroomt en in het Balkasj-meer; de Irtysj stroomt noordwestelijk uit Oost-Turkestan en de Noordelijke IJszee in; de Kaidu stroomde oorspronkelijk in het Lopnur-meer, maar verdwijnt nu lang voordat het het meer bereikt in de woestijn.

## Bevolking
Oost-Turkestan is het thuisland van de Oeigoeren, maar ook andere Centraal-Aziatische volkeren zoals Kazachen, Kirgiezen, Oezbeken, Tataren en Tadzjieken.
Elk jaar vestigen zich bijna 250.000 Chinezen in Oost-Turkestan, en in tegenstelling tot het "één-kind" -beleid dat tot voor kort op het vasteland van China bestond, mochten Chinese kolonisten in Oost-Turkestan meerdere kinderen krijgen. De samenstelling van de bevolking verschuift echter steeds meer ten gunste van de Han-Chinezen, waardoor de Oeigoeren in hun eigen land vreemden worden. De Oeigoerse bronnen schatten de werkelijke bevolking van Oeigoeren echter rond de 20 miljoen.

## Taal
Oeigoers, voorheen bekend als Oost-Turks, is een Turkse taal die in Oost-Turkestan voornamelijk wordt gesproken door de etnische Oeigoerse groep.
Het heeft ongeveer 10 miljoen sprekers in Oost-Turkestan en wordt ook gesproken door ongeveer een miljoen mensen in Kazachstan, Kirgizië, Oezbekistan, Afghanistan, Albanië, Australië, Oostenrijk, België, Canada, Denemarken, Finland, Frankrijk, Duitsland, Mongolië, Nederland, Pakistan, Saoedi-Arabië, Zweden, Zwitserland, Tadzjikistan, Turkije, Verenigd Koninkrijk, de Verenigde Staten en Egypte.
Net als veel andere Turkse talen, toont Oeigoers klinkerharmonie en agglutinatie, mist het zelfstandig naamwoordklassen of grammaticaal geslacht en is het een links vertakkende taal met de woordvolgorde Onderwerp Werkwoord.

## Status

### Onderdrukking
Naar schatting meer dan een miljoen Oeigoeren zitten opgesloten in kampen, door de regering opleidingscentra genoemd. De Chinese regering ontkent dit echter, de bevolking zou daar klaargemaakt worden voor de Chinese arbeidsmarkt, maar uit eerdere onthullingen is duidelijk dat het in feite om strafkampen gaat. De Verenigde Naties maakt zich zorgen, en roept op de onderdrukking van de Oeigoeren te stoppen en de vrijheden van de Oeigoeren te respecteren. China reageerde op zijn beurt woedend, VN-ambassadeur Zhang Jun hekelde die als ‘bemoeienis met interne zaken’.

### Regering

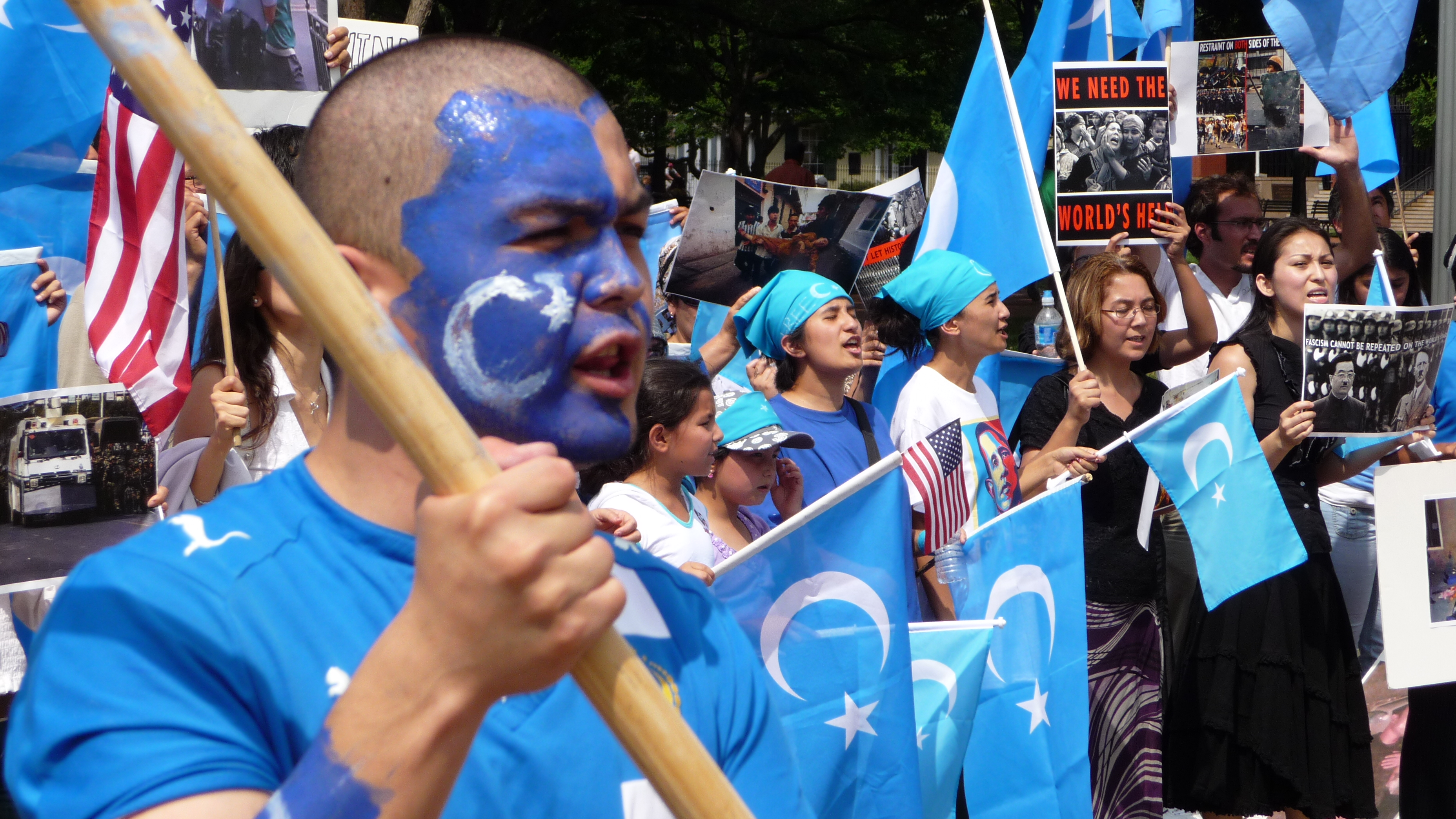
De term "Oost-Turkestan" wordt hoofdzakelijk gebruikt en wordt geassocieerd met Oeigoeren

De regering van Oost-Turkestan werd officieel aangekondigd op 14 september 2004, in het Capitool van de Verenigde Staten in Washington door leden van de wereldwijde Oeigoerse gemeenschap, geleid door Anwar Yusuf Turani. Aangezien de regering in ballingschap internationaal bestaat uit een aantal groepen in Oost-Turkestan en Oeigoeren, zijn haar leiders in veel landen gevestigd. Het huidige leiderschap werd aangekondigd op 11 november 2019 na de verkiezingen op de 8e ETGE Algemene Vergadering in Washington. De huidige president is Ghulam Osman Yaghma, en de premier Salih Hudayar.